# Indeks (film)
Indeks (podtytuł Życie i twórczość Józefa M.) – polski dramat psychologiczno-obyczajowy z 1977 roku w reżyserii Janusza Kijowskiego. Film zaliczany jest do nurtu kina moralnego niepokoju, charakterystycznego dla polskiej kinematografii lat 70., i przedstawia uniwersalną opowieść o jednostce zmagającej się z systemem polityczno-społecznym. Głównym bohaterem jest Józef Moneta (Krzysztof Zaleski), student wyrzucony z uczelni po udziale w protestach marcowych 1968 roku, który w ciągu kolejnej dekady próbuje odnaleźć swoje miejsce w realiach Polskiej Rzeczypospolitej Ludowej. 
Indeks został dopuszczony do rozpowszechniania dopiero w 1980 roku na fali wydarzeń sierpniowych i spotkał się z mieszanym odbiorem krytyków. Część recenzentów doceniła rolę filmu w demokratyzacji polskiej kultury oraz jego portret młodego człowieka stawiającego opór komunizmowi. Inni krytycy zarzucali produkcji uproszczone portrety psychologiczne bohaterów. Wśród pozytywnych głosów wyróżniano ostre obserwacje społeczne zawarte w filmie oraz odważne przedstawienie tematu kolaboracji ze Służbą Bezpieczeństwa. Krytycy podkreślali również emocjonalną intensywność dzieła Kijowskiego i jego umiejętność poruszania kluczowych problemów społecznych epoki. 

## Fabuła
Akcja filmu rozpoczyna się klamrą narracyjną. Józef Moneta, nauczyciel historii, agresywnym krokiem przemierza korytarze szkoły.
Niemal dekadę wcześniej, w 1968 roku, Józef jako student historii składa protest przeciwko wyrzuceniu z uniwersytetu kolegi ze studiów, Tomaszewskiego, który uczestniczył w demonstracjach z marca 1968 roku. Po agresywnej wymianie zdań z dziekanem wydziału historycznego porzuca dalsze studia. Decyzja Józefa zostaje przyjęta z dezaprobatą przez jego matkę, natomiast jego ojciec jest alkoholikiem. Józef zatrudnia się jako robotnik w składzie węgla, gdzie jest traktowany z politowaniem. Doświadczenia w pracy z węglarzami opisuje w swoim tekście literackim, w którym dokumentuje śmierć jednego z nich, Chłopca, pod zwałami węgla. Próba literacka Monety zostaje zatrzymana z powodu opisu tego wydarzenia. Moneta rzuca także pracę w węglobloku.
Poszukując bezradnie źródła zarobku, miota się między przystosowaniem do konformistycznego środowiska – np. przeżywając upokarzającą dla siebie rozmowę z rodzicami swojej pierwszej partnerki Marii, słuchając rad swoich ustawionych życiowo kolegów i przełożonych – a oburzeniem wobec wywieranych na niego nacisków. Gdy Maria wyjeżdża do Francji, Józef znajduje zrozumienie tylko u nowej partnerki, Darii. Spotyka się z nią po raz pierwszy na tajnych kompletach studentów historii, gdzie padają namiętne wypowiedzi o tym, jak nauczanie historii łatwo staje się wpajaniem ideologii i że konieczne jest opowiedzenie się jednoznacznie po którejś stronie konfliktu. Wraz z rozwojem akcji Józef stacza się w alkoholizm. Podejmuje jednocześnie studia zaoczne. Na weselu swoim i Darii rozmawia z Marią, która opowiada mu o tym, jak go zdradziła we Francji. Reżyser przychylny władzy (acz krytykujący Krzyżaków) zamierza nakręcić paradokumentalny film o węglarzu na podstawie scenariusza Monety i składa mu propozycję ekranizacji pod warunkiem zmian w scenariuszu. Podczas spaceru Józef spotyka wszystkie ważniejsze postacie ze swego życia, których zachowanie go dodatkowo upokarza. W furii Moneta zdobywa się na ostatni poryw buntu, brutalnie wypraszając wszystkie osoby i kończąc wesele.
W finale, jako rozgoryczony nauczyciel historii, Moneta staje się dodatkowym pośmiewiskiem, gdy jeden z uczniów krytykuje go za sztywną realizację programu. Pozwalając mu się wypowiedzieć, Józef każe buntowniczemu uczniowi wyjść z klasy, po czym zabiera swój indeks uczniów i sam opuszcza pomieszczenie. Krocząc w kierunku pokoju nauczycielskiego, zrezygnowany rzuca indeksem o stół.

## Obsada
Źródło: Filmpolski.pl

- Krzysztof Zaleski – Józef Moneta
- Ewa Żukowska – Maria
- Justyna Kulczycka – Daria
- Małgorzata Niemirska – Anna, żona stryja Karola
- Lucyna Winnicka – pani Marina, sekretarka w redakcji pisma
- Maria Zbyszewska – matka Monety
- Wiesława Mazurkiewicz – matka Marii
- Igor Przegrodzki – dziekan
- Ferdynand Matysik – kapitan SB
- Zbigniew Lesień – Andrzej
- Marian Opania – redaktor naczelny
- Erwin Nowiaszek – reżyser filmowy
- Marek Jagoda – redaktor Januszek
- Tadeusz Bogucki – ojciec Monety
- Jerzy Duszyński – stryj Karol
- Andrzej Polkowski – ojciec Marii
- Halina Machulska – matka Andrzeja
- Jan Machulski – ojciec Andrzeja
- Juliusz Machulski – uczeń Monety
- Paweł Nowisz – węglarz „Kyzioł”
- Ryszard Ronczewski – wozak Wiktor
- Włodzimierz Gołaszewski – student

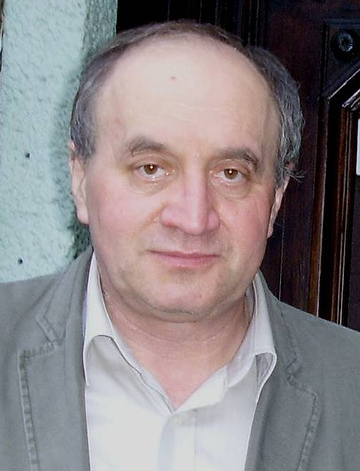
Krzysztof Zaleski (2007)
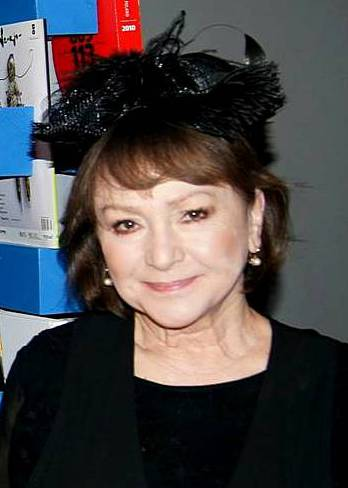
Małgorzata Niemirska (2013)
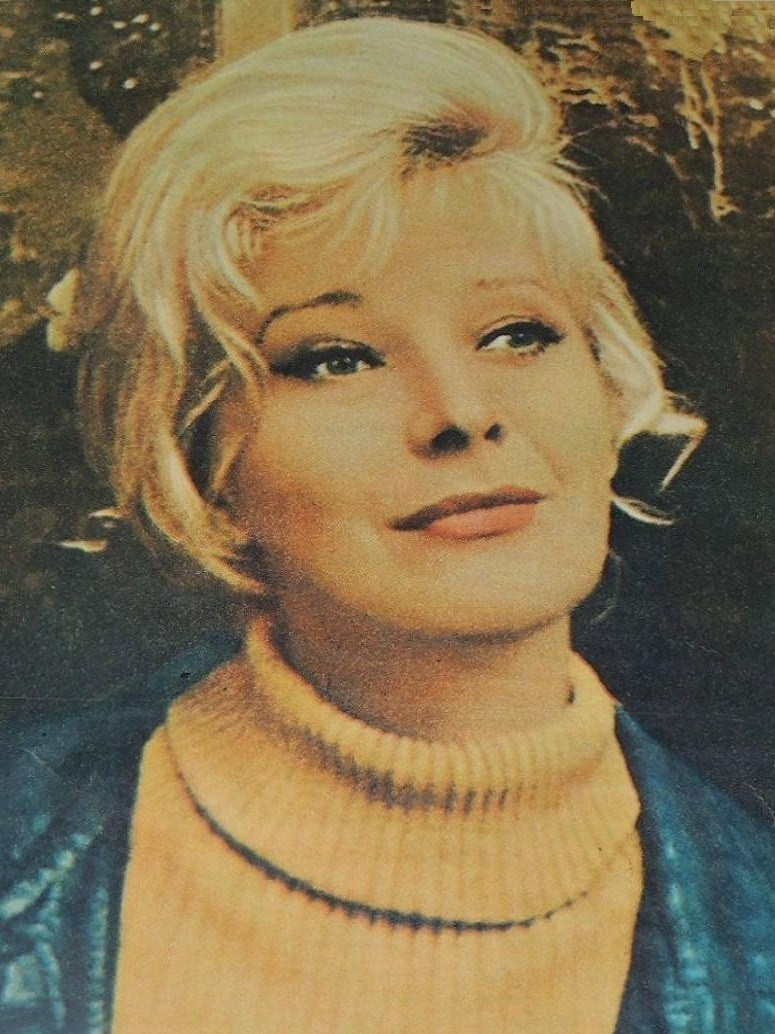
Lucyna Winnicka (1968)
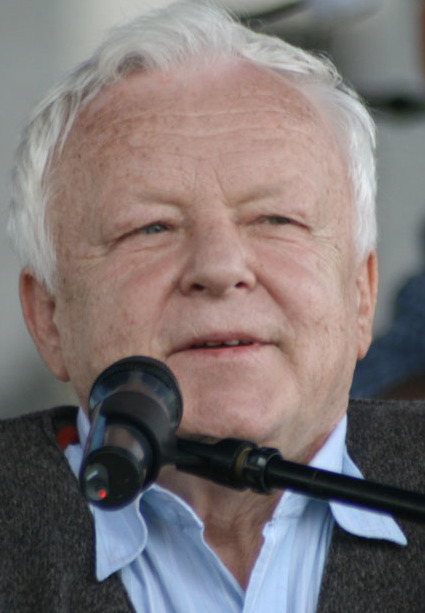
Marian Opania (2007)

## Produkcja i cenzura

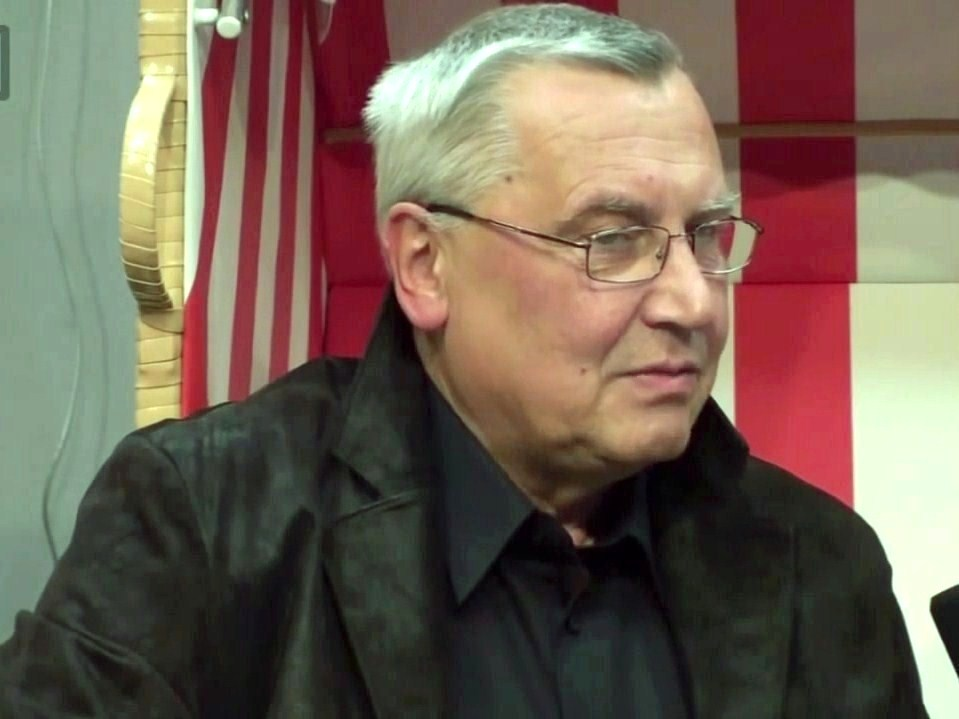
Janusz Kijowski, reżyser filmu (2010)

Indeks był wspólnym przedsięwzięciem oraz debiutem dyplomowym reżysera Janusza Kijowskiego i operatora kamery Krzysztofa Wyszyńskiego. Realizowano go w Zespole Filmowym „Pryzmat”; Wyszyński jako operator zaznaczył swój styl dynamiczną pracą kamery, obejmującą całą rzeczywistość wokół postaci Józefa Monety. 
Ze względu na podjęcie przez reżysera drażliwego tematu politycznego Indeks został zatrzymany przez cenzurę PRL (zob. półkownik). Za Indeks, podobnie jak za inny film „Pryzmatu” Co mi zrobisz, jak mnie złapiesz (1978) Stanisława Barei, zespół został rozwiązany. Dopiero po burzliwej pozytywnej kolaudacji 13 października 1980 roku, kiedy na fali przełomu solidarnościowego filmowcy zażądali „zdjęcia z półki” zakazanego dotąd filmu, możliwa stała się dystrybucja Indeksu. Premierę miał 25 maja 1981 roku. Ponieważ film Kijowskiego i Wyszyńskiego ukazał się na ekranach kin jako drugi, w wyniku nieporozumienia to rzeczywiście drugi film Kijowskiego, Kung-fu (1980), został nagrodzony za debiut na Festiwalu Polskich Filmów Fabularnych.

## Odbiór
Ksiądz Henryk Jankowski jeszcze w 1981 roku, na fali euforii wokół wydarzeń sierpniowych, przyznawał Indeksowi szczególną rolę w przejściowej demokratyzacji kultury polskiej: 
Film ten mianowicie dowodzi, iż nawet w warunkach trudnych, przy licznych ograniczeniach, można jednak stworzyć dzieło o tendencjach ideowych, niezgodnych z intencjami decydenta. […] Powstał nie tylko przecież wysiłkiem Kijowskiego, lecz przy życzliwej i odważnej, by tak rzec, pomocy innych ludzi, którzy cenili wartości wyższe niż tylko własna pomyślność, własny komfort i bezpieczeństwo.
W podobnym tonie pisał Jerzy Płażewski, argumentując na łamach pisma „Ekran”, że „w dobie, kiedy naród pazernie obsprawiał się na kredyt, [reżyser] zaproponował sugestywny model młodego bohatera, który oparł się pokusom ułatwionej konsumpcji” . Innego zdania był Marek Haltof, który w artykule z 1997 roku wytknął Indeksowi (a także Kung-fu Kijowskiego) uproszczony i ledwo zarysowany portret psychologiczny bohaterów.
Tadeusz Lubelski pisał, że materiał fabularny scenariusza „nie był wprawdzie wysokiej próby, ale film zwracał uwagę ostrością obserwacji (pierwsza w polskim kinie scena namowy do współpracy z UB [Służbą Bezpieczeństwa]) i przewrotną ramą”. Zdaniem Lubelskiego w finale bohater rozumiał, że „mimo swojej bezkompromisowości może być postrzegany jako jeden z »onych«”. Według Marcina Marona na uwagę zasługują przede wszystkim dwie sceny. W scenie konspiracyjnej debaty między studentami historii dyskutanci dochodzą do wniosku, iż „opowiadanie o historii, nawet jako opis rzeczywistych faktów, to zawsze jakiś rodzaj interpretacji zależnej od doboru tych faktów. Opis nigdy nie jest obiektywny”. Dlatego próbą buntu wobec PRL-owskiej dyktatury miałby być nie tyle opis, ile artystyczny bunt. Druga ważna scena, podczas której bohater na weselu spotyka się ze wszystkimi skonfliktowanymi z nim postaciami, odstępuje od ogólnie realistycznej formy całego filmu, tym bardziej że padają w niej fragmenty Wyzwolenia Stanisława Wyspiańskiego – wykorzystane też w innym filmie kina moralnego niepokoju, Aktorach prowincjonalnych (1978) Agnieszki Holland. Zdaniem Tomasza Jopkiewicza z „Kina” film Kijowskiego i Wyszyńskiego jest nasycony „przesadną emocjonalnością” charakterystyczną dla reżysera, lecz „dotyka wprost kwestii kluczowych”.

## Nagrody filmowe
| Rok  | Festiwal/instytucja                                     | Nagroda                                            | Odbiorca          |
| ---- | ------------------------------------------------------- | -------------------------------------------------- | ----------------- |
| 1981 | Międzynarodowe Forum Filmowe „Człowiek-Praca-Twórczość” | I nagroda                                          | Janusz Kijowski   |
| 1981 | Lubuskie Lato Filmowe                                   | Nagroda Związku Socjalistycznej Młodzieży Polskiej | Janusz Kijowski   |
| 1981 | Festiwal Polskich Filmów Fabularnych                    | Wyróżnienie honorowe za rolę                       | Krzysztof Zaleski |
| 1981 | Międzynarodowy Festiwal Filmowy w Taorminie             | Brązowa Charybda                                   | Janusz Kijowski   |